# Логіт

Графік logit(x) на інтервалі від 0 до 1, де основою логарифму є e.

У статистиці функція ло́гіт (англ. logit, [ˈloʊdʒɪt] LOH-jit, від англ. logistic unit) — це квантильна функція, що відповідає стандартному логістичному розподілу. Вона має багато застосувань в аналізі даних та машинному навчанні, особливо в перетвореннях даних.
Математично логіт — це обернення стандартної логістичної функції {\displaystyle \sigma (x)=1/(1+e^{-x})}, тому логіт визначають як
{\displaystyle \operatorname {logit} p=\sigma ^{-1}(p)=\ln {\frac {p}{1-p}}\quad } для {\displaystyle \quad p\in (0,1).}
Через це логіт також називають логарифмі́чними ша́нсами (англ. log-odds), оскільки він дорівнює логарифму шансів {\displaystyle {\frac {p}{1-p}}}, де p — це ймовірність. Таким чином, логіт є функцією, що відображує ймовірності з інтервалу {\displaystyle (0,1)} у дійсні числа на інтервалі {\displaystyle (-\infty ,+\infty )}, подібно до функції пробіта.

## Визначення
Якщо p — це ймовірність, то  p/(1 − p)  — відповідні шанси; logit імовірності — це логарифм шансів, тобто
{\displaystyle \operatorname {logit} (p)=\ln \left({\frac {p}{1-p}}\right)=\ln(p)-\ln(1-p)=-\ln \left({\frac {1}{p}}-1\right)=2\operatorname {atanh} (2p-1).}
Основа використовуваної функції логарифма не має великого значення в контексті цієї статті, допоки вона більша за 1, але найчастіше використовують натуральний логарифм з основою e. Вибір основи відповідає вибору логарифмічної одиниці для значення: основа 2 відповідає шеннону, основа e — нату, а основа 10 — гартлі; ці одиниці зокрема застосовують в інформаційно-теоретичних інтерпретаціях. Для кожної основи функція логіт набуває значень між від'ємною та додатною нескінченністю.
«Логістичну» функцію будь-якого числа {\displaystyle \alpha } задають як обернення logit:
{\displaystyle \operatorname {logit} ^{-1}(\alpha )=\operatorname {logistic} (\alpha )={\frac {1}{1+\exp(-\alpha )}}={\frac {\exp(\alpha )}{\exp(\alpha )+1}}={\frac {\tanh({\frac {\alpha }{2}})+1}{2}}}
Різниця між logit'ами двох імовірностей є логарифмом співвідношення шансів (R), що дозволяє спростити запис правильного поєднання співвідношень шансів лише додаванням та відніманням:
{\displaystyle \ln(R)=\ln \left({\frac {p_{1}/(1-p_{1})}{p_{2}/(1-p_{2})}}\right)=\ln \left({\frac {p_{1}}{1-p_{1}}}\right)-\ln \left({\frac {p_{2}}{1-p_{2}}}\right)=\operatorname {logit} (p_{1})-\operatorname {logit} (p_{2})\,.}
Ряд Тейлора для функції логіта задає наступний вираз:
{\displaystyle \operatorname {logit} (x)=2\sum _{n=0}^{\infty }{\frac {(2x-1)^{2n+1}}{2n+1}}.}

## Історія
Для пристосування методів лінійної регресії до області, де виходом є значення ймовірності {\displaystyle (0,1)}, а не будь-яке дійсне число {\displaystyle (-\infty ,+\infty )}, розглядали декілька підходів. У багатьох випадках такі зусилля зосереджували на моделюванні цієї задачі шляхом відображення інтервалу {\displaystyle (0,1)} у {\displaystyle (-\infty ,+\infty )}, з наступним виконанням лінійної регресії над цими перетвореними значеннями.
1934 року Честер Іттнер Блісс використав для виконання цього відображення інтегральну функцію нормального розподілу й назвав свою модель пробітом (англ. probit), скороченням від англ. "probability unit" (укр. одиниця ймовірності). Проте це є обчислювально витратнішим.
1944 року Джозеф Берксон використав логарифм шансів і назвав цю функцію логітом (англ. logit), скороченням від англ. "logistic unit", за аналогією до пробіту:
Я використовую цей термін [логіт] для {\displaystyle \ln p/q} за прикладом Блісса, який назвав аналогічну функцію, лінійну за {\displaystyle x} для нормальної кривої, «пробітом».Оригінальний текст (англ.)
I use this term [logit] for {\displaystyle \ln p/q} following Bliss, who called the analogous function which is linear on {\displaystyle x} for the normal curve 'probit'.— Джозеф Берксон (1944)
Логарифм шансів широко використовував Чарлз Сандерс Пірс (наприкінці XIX століття). 1949 року Джордж Альфред Барнард запровадив загальновживаний термін логарифмічні шанси (англ. log-odds); логарифмічні шанси події це логіт імовірності цієї події. Барнард також запропонував термін лоди (англ. lods) як абстрактний вигляд англ. "log-odds", але зазначив, що «на практиці слід зазвичай використовувати термін „шанси“, оскільки він знаніший у повсякденному житті».

## Використання та властивості
- Логіт у логістичній регресії є окремим випадком функції зв'язку в узагальненій лінійній моделі(інші мови): він є канонічною функцією зв'язку(інші мови) для розподілу Бернуллі.
- В абстрактнішому сенсі логіт є натуральним параметром(інші мови) для біноміального розподілу, див. Експоненційне сімейство § Біноміальний розподіл(інші мови).
- Функція логіта є від'ємною похідною від функції бінарної ентропії(інші мови).
- Логіт також є центральним елементом імовірнісної моделі моделі Раша для вимірювання, яку, серед іншого, застосовують у психологічному та освітньому оцінюванні.
- Обернену до логіта функцію (тобто, логістичну функцію) іноді також називають функцією expit.[10]
- В епідеміології рослинних захворювань логістична, ґомпертцева та мономолекулярна моделі сукупно відомі як моделі річардсонового сімейства.
- Функцію логарифмічних шансів імовірностей часто використовують в алгоритмах оцінювання стану[11] через її числові переваги в разі малих імовірностей. Замість множення дуже малих чисел із рухомою комою, для обчислення спільної ймовірності (в логарифмічних шансах) імовірності в логарифмічних шансах можливо просто підсумовувати.[12][13]

## Порівняння з пробітом

Порівняння функції логіта з масштабованим про́бітом (тобто оберненою ІФР нормального розподілу), яке порівнює з, що забезпечує однакові нахили в початку координат за y.

Тісно пов'язані з функцією logit (і логітовою моделлю) функція probit і про́бітова модель. Як logit, так і probit — це сигмоїдні функції з областю визначення між 0 і 1, що робить їх квантильними функціями, тобто оберненими до інтегральних функцій розподілів імовірності (ІФР). Насправді logit є квантильною функцією логістичного розподілу, а probit — квантильною функцією нормального розподілу. Функцію пробіт позначують через {\displaystyle \Phi ^{-1}(x)}, де {\displaystyle \Phi (x)} — це ІФР стандартного нормального розподілу:
{\displaystyle \Phi (x)={\frac {1}{\sqrt {2\pi }}}\int _{-\infty }^{x}e^{-y^{2}/2}dy.}
Як показано на графіку праворуч, функції logit і probit надзвичайно подібні за умови масштабування функції probit так, щоб її нахил у точці y = 0 відповідав нахилу функції logit. У результаті пробітові моделі іноді використовують замість логітових моделей, оскільки для певних задач (наприклад, у теорії відгуку завдання) їх втілення простіше.